# Călugăreni (Giurgiu)
Călugăreni es una comuna ubicada en el distrito de Giurgiu, Rumania.

## Superficie
Cuenta con una superficie de 119,4 kilómetros cuadrados.

## Demografía
Hasta 2021 la población era de 5523 habitantes, con una densidad de población de 46,27 habitantes por kilómetro cuadrado.